# حیات وحش مقدونیه شمالی
بیشتر از ۲۲٬۵۰۰ گونه حیات وحش در مقدونیه شمالی ثبت شده‌اند که بیشتر از ۱۰٬۰۰۰ تای آن‌ها حشره هستند.

## زیاگان

### پستانداران
حداقل ۸۵ گونه پستاندار در مقدونیه شمالی زیست می‌کنند که چهار تای آن‌ها از جمله موش کور بالکان بوم‌زاد بالکان هستند. هشت گونه پستاندار مهاجم محسوب می‌شوند.

### ماهی‌ها
شمار کامل گونه‌های ماهی در میان منابع مختلف متفاوت است که می‌تواند به این خاطر باشد که طبقه‌بندی‌ها از لحاظ اینکه چه چیزی یک گونه است، تفاوت دارند. یک محاسبه هشتاد و پنج گونه از پرتوبالگان و دو گونه مکنده‌ماهی را مشخص می‌کند. از میان اینها بیست و هفت گونه بوم‌زاد هستند و نوزده گونه مهاجم. بعضی ماهی‌ها بوم‌زاد دریاچه‌ها یا رودهای خاصی هستند.